# Стариков, Виктор Павлович
Ви́ктор Па́влович Ста́риков (род. 26 декабря 1955 года) — почётный гражданин города Нижний Тагил, отличник физической культуры, тренер-преподаватель по футболу. Один из Олимпийских факелоносцев в Эстафете олимпийского огня накануне открытия Олимпийских Игр в Сочи. Старший тренер футбольной и хоккейной команды «Мечта».

## Биография
Родился в 1955 году.
Работал осмотрщиком-ремонтником вагонов вагонного цеха предприятия ОАО «ВГОК». В 1977 году стал работать общественным тренером с подростками в квартальном клубе «Мечта», в котором занимались дети из Ленинского района города. В первый год занятий команда под руководством тренера заняла второе место в городском турнире «Золотая шайба».
В 1981 году Виктор Стариков присутствовал на чемпионате мира в Канаде, в 1987 году был в составе делегации в Вене.
Под руководством тренера, команда «Мечта» 69 раз выигрывала городской чемпионат, дважды — чемпионат России. Воспитал 1500 юных футболистов и хоккеистов. Среди его учеников — Евгений Орлов, Роман Моргунов, Виталий Ситников. Виталий Ситников играл за «Спутник» (Нижний Тагил) и «Автомобилист» (Екатеринбург). Он был тренером Семена Мишарина — вице-чемпиона России 2001 года клуба «Золотая шайба» и чемпиона России 2002 года среди юношей по хоккею, входил в состав команды «Металлург» (Магнитогорск). Его ученики Виктор Пузанов и Владимир Тархов стали помощниками в тренерской работе, а ещё один ученик — Антон Самойлов — работает тренером футболистов.
С 1998 года работает в ДЮСШ «Высокогорец».
В 2002 году тренер создал музей спортивной славы клуба. Виктор Стариков получил диплом ЦК ВЛКСМ.
В 2001 году стал лауреатом премии главы города.
Награждён грамотами МКУ Управления по развитию физической культуры, спорта и молодежной политики Администрации города Нижний Тагил.
Принимал участие в Эстафете Олимпийского огня в городе Нижний Тагил 13 декабря 2013 года.

## Семья
Жена — тренер по фигурному катанию Елена Михайловна Старикова. Сын — Мирослав Викторович Стариков.

## Награды и звания
- Почётный знак Свердловского обкома ВЛКСМ «Лучшему тренеру-общественнику Свердловской области»[1]
- Почётный знак ЦК ВЛКСМ «Активному организатору детского спорта» (1989 год)[1]
- Знак «Отличник физической культуры и спорта»[1]
- Звание «Лучший по профессии» (1999 год)[1]
- Звание «Почётный высокогорец» (2006 год)[1]